# Heinz-Wilhelm Dünhaupt
Heinz-Wilhelm Dünhaupt (* 7. Mai 1912 in Bückeburg; † 19. April 1998 in Celle) war ein deutscher Großmeister im Fernschach.

## Fernschach
In der 6.gesamtdeutschen Fernschachmeisterschaft 1958/60 belegte Dünhaupt als bester Westdeutscher Platz 3. In der Folge nahm er oft an Länderkämpfen und Schacholympiaden teil. 1963 wurde er Internationaler Meister im Fernschach. 1973 belegte er im internationalen BdF-Jubiläumsturnier den 2. Rang punktgleich hinter dem Schweden Eric Arnlind. Im gleichen Jahr verlieh ihm der Weltfernschachverband ICCF den Titel Fernschach-Großmeister. Nach Platz 6 in der 6.DM und Platz 2–3 in der 12.DM gewann er 1975 die 13. deutsche Fernschachmeisterschaft.

## Turnierschach und Schachkomposition
Am Brett wurde er dreimal Meister von Niedersachsen (1939, 1949, 1952). 1959 wurde er mit dem Hannoverschen Schachklub von 1876 deutscher Mannschaftsmeister. In den 1970er Jahren spielte er mit Hannover in der deutschen Schachbundesliga.
Nach dem Zweiten Weltkrieg komponierte er mehrere Schachaufgaben, wovon einige Preise erzielten.

## Privates
Dünhaupt arbeitete als Oberstaatsanwalt beim Oberlandesgericht in Celle.

## Werke
- Mit vertauschten Farben. Ein Eröffnungskompaß. Caissa's kleine Schachreihe. F. Barkhuis (Hrsg.). Barkhuis, Düsseldorf 1947.